# Söderbysjön
Söderbysjön är en sjö i Nacka kommun i Södermanland som ingår i Norrström-Tyresåns kustområde. Sjön är 5,5 meter djup, har en yta på 0,123 kvadratkilometer och befinner sig 23,9 meter över havet.
Söderbysjön inom Nackareservatet strax öster om Bagarmossen.
Sjön avvattnas via Dammtorpssjön och Nacka Ström till Järlasjön och får tillrinning från Ulvsjön och via Ältaån från Ältasjön.
Sjön har en liten badplats och används på vintern, tillsammans med Dammtorpssjön och Ältaån/Brotorpskanalen, för skridsko- och skidåkning. Sörmlandsleden går utmed sjön och korsar på en träbro den vackra ravinen där Ältaån mynnar.

## Byggnader vid sjön
Torpet Söderby norr om badplatsen, nämns 1589 som liggande under Nacka bruk. Det äldsta torpet låg strax öster om nuvarande huvudbyggnaden för golfbanan, för att före 1723 flyttas till en plats intill klippan väster om badet där huset övergavs 1847. Torpet kom att från slutet av 1700-talet ligga under Dammtorp. Vid sydöstra viken där ån från Ulvsjön rinner ut fanns ett torp, Kvarnhagen, som var bebott 1723 men huset var borta 1824. År 1919 flyttade den gamla ramsågen från Nacka kvarn till udden öster om badet och ett större såghus och ångpannehus uppfördes och avverkningar och sågning sattes igång i tämligen omfattande skala.  AB Nacka-Skarpnäcks skogsavverkning ägde sågen med jägämästare Sven Piehl, ättling till Friedrich Rudolph Neumüller, som arbetsledare. Den brann ner redan 18 februari 1921. Platsen där sågverket stått användes under inspelningen av filmen Singoalla för att bygga upp en kuliss av riddar Bengts borg.
På platsen där ladan till Söderby låg anlades 1943 Hammarbystugan som brann ner 1962. Innan dess hade en golfbana börjat anläggas (i början av 1950-talet) och 1958 bildades Hammarby GK, 1972 ombildad som Björkhagens GK.

## Bilder

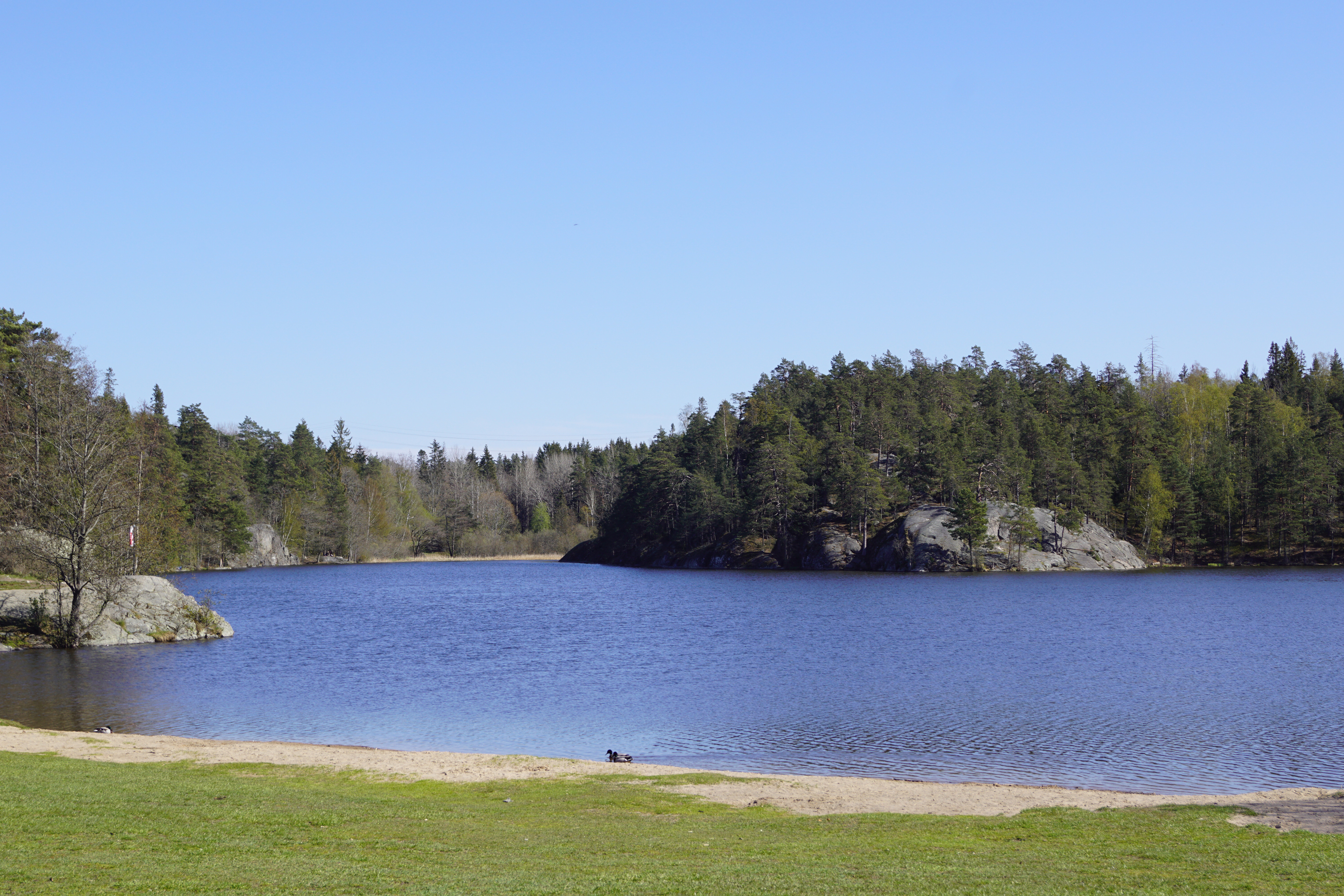
Sjön från nordväst.
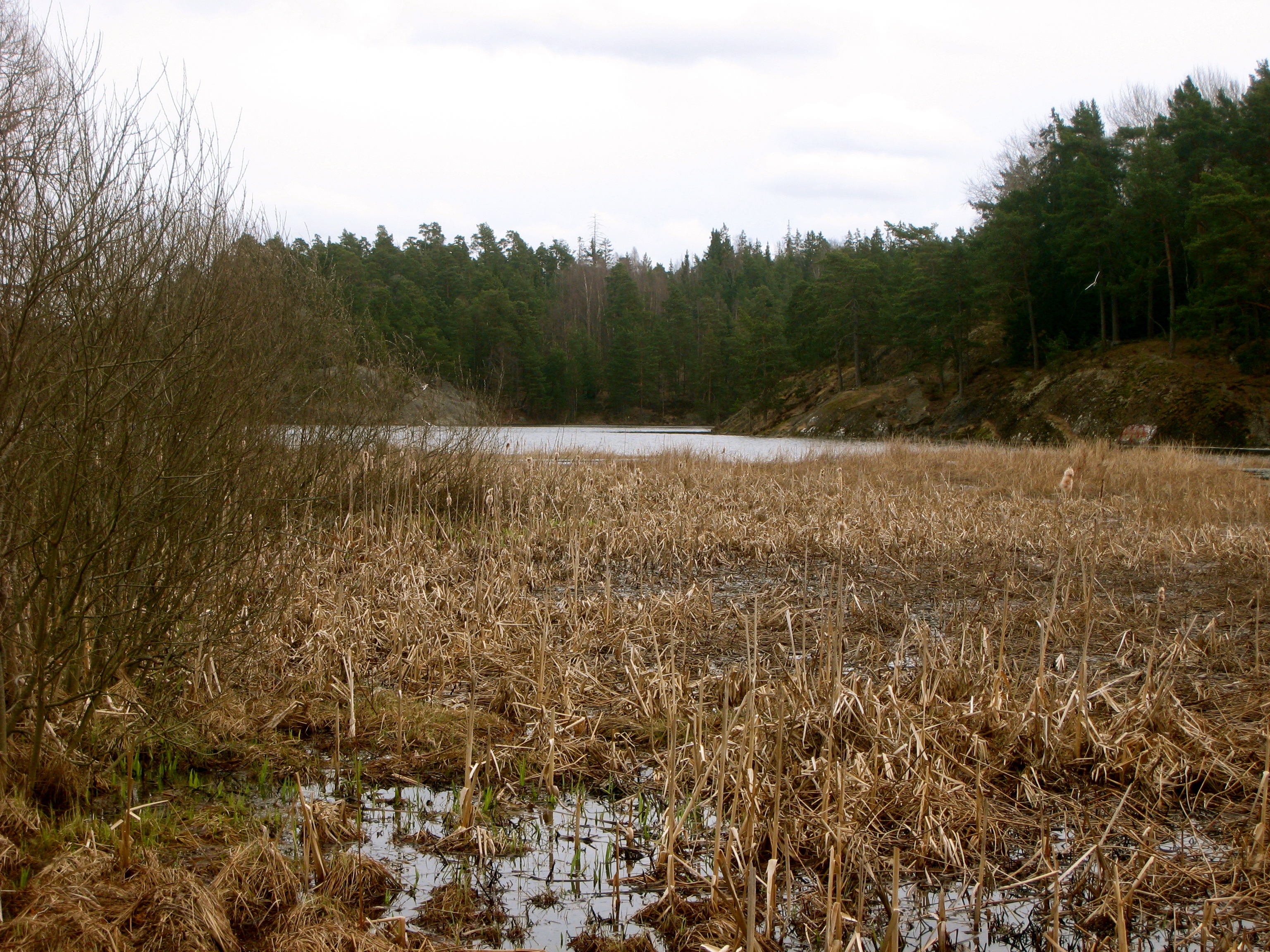
Västra delen av sjön.
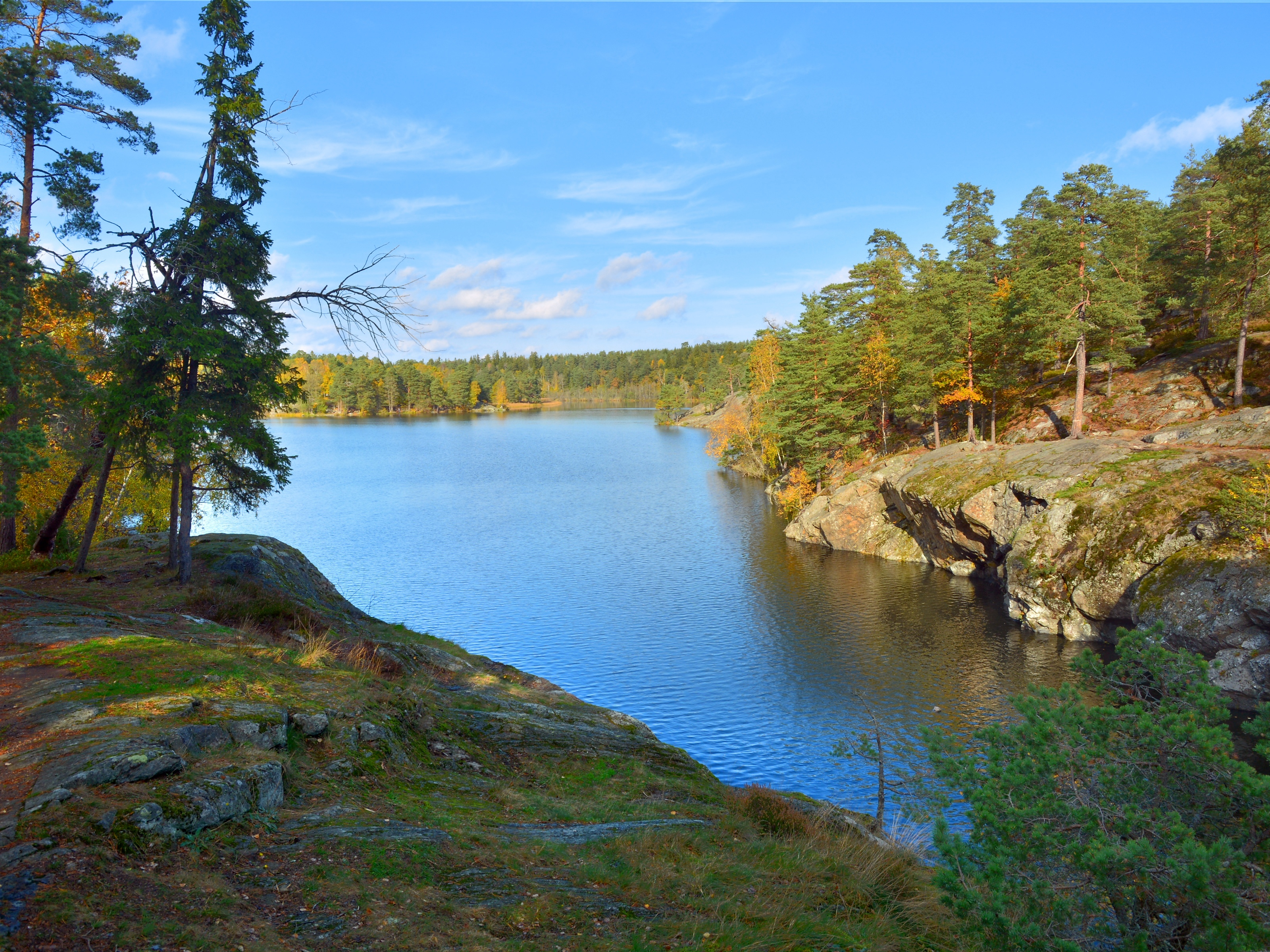
Vy mot sjön från bron över Ältaån.
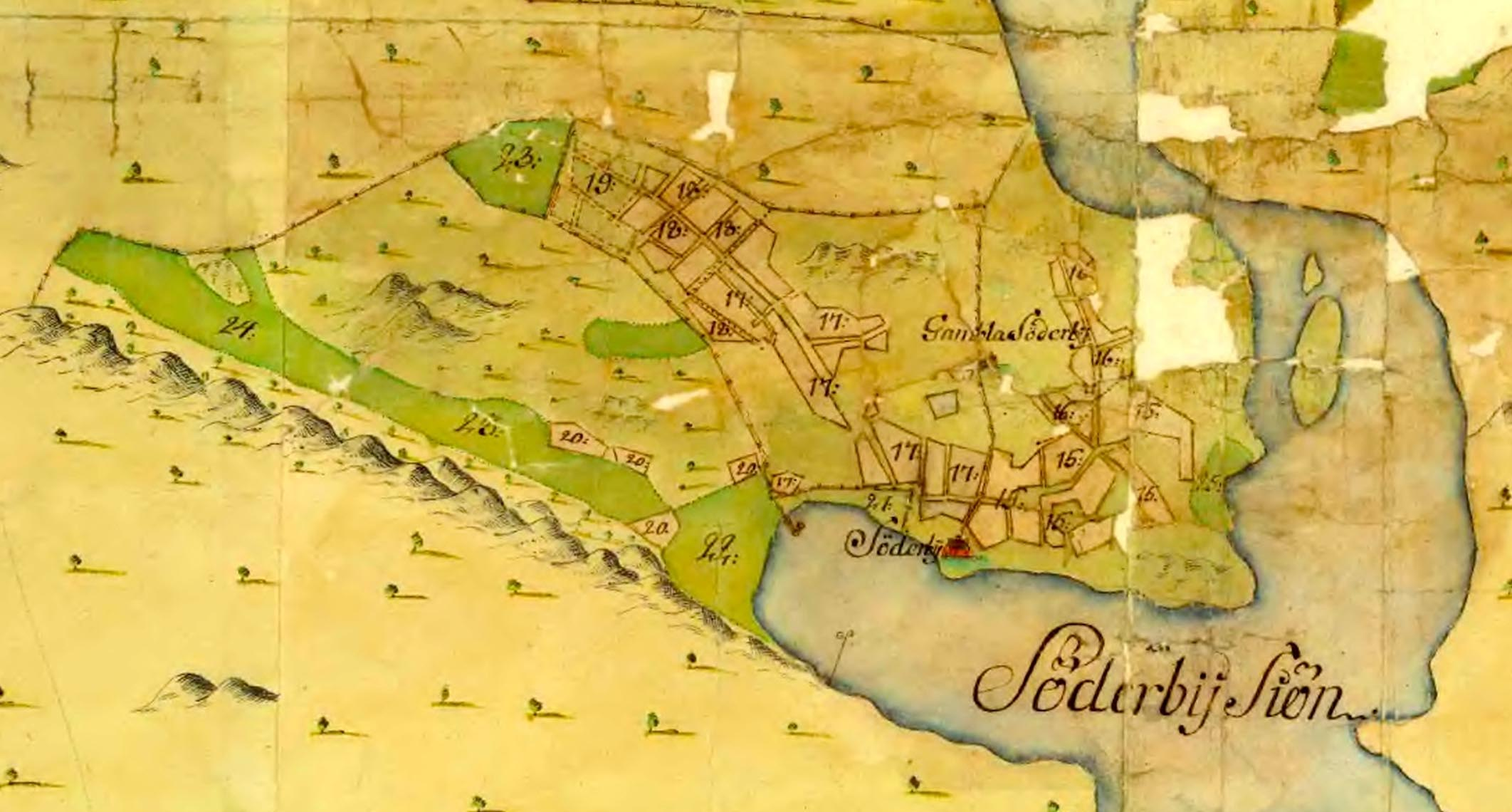
Karta över Söderby 1698

## Fisk
Vid provfiske har följande fisk fångats i sjön:
- Abborre
- Björkna
- Braxen
- Gärs
- Gädda
- Mört
- Sarv

## Delavrinningsområde
Södebysjön ingår i delavrinningsområde (657511-163374) som SMHI kallar för Utloppet av Dammtorpssjön. Medelhöjden är 39 meter över havet och ytan är 4,63 kvadratkilometer. Det finns ett avrinningsområde uppströms, och räknas det in blir den ackumulerade arean 9,55 kvadratkilometer. Avrinningsområdets utflöde Nackaån mynnar i havet. Avrinningsområdet består mestadels av skog (57 procent). Avrinningsområdet har 1,45 kvadratkilometer vattenytor vilket ger det en sjöprocent på 10,3 procent. Bebyggelsen i området täcker en yta av 4,13 kvadratkilometer eller 29 procent av avrinningsområdet.